# Де Товар, Фернандо Санчес
Фернандо (или Фернан) Санчес де Товар, 1-й граф Бельвес (англ. Fernando Sánchez de Tovar; XIV век — 1384) — средневековый кастильский флотоводец, адмирал Кастилии с 1374 по 1384 год.

## Биография
5 января 1355 года был назначен королём Педро I мэром города Месту.
В 1359 году во время войны двух Педро участвовал в морской экспедиции против Арагонского королевства в качестве капитана галеры.
На момент начала гражданской войны в Кастилии являлся аделантадо майором, но в 1366 году сдал город Калаорра Энрике II. В ответ на это Педро I казнил его брата — Хуана Санчеза де Товара. Товара Через год боролся на стороне нового покровителя в битве при Нахере, после поражения вместе с ним и Амбросио Бокканегра бежал в Арагон. После битвы при Монтьеле был назначен мэром Хельвеса в Эль-Альхарафе.
22 сентября 1374 году в Сеговии сменил умершего генуэзца Амбросио Бокканегра на посту адмирала Кастилии.

### Столетняя война

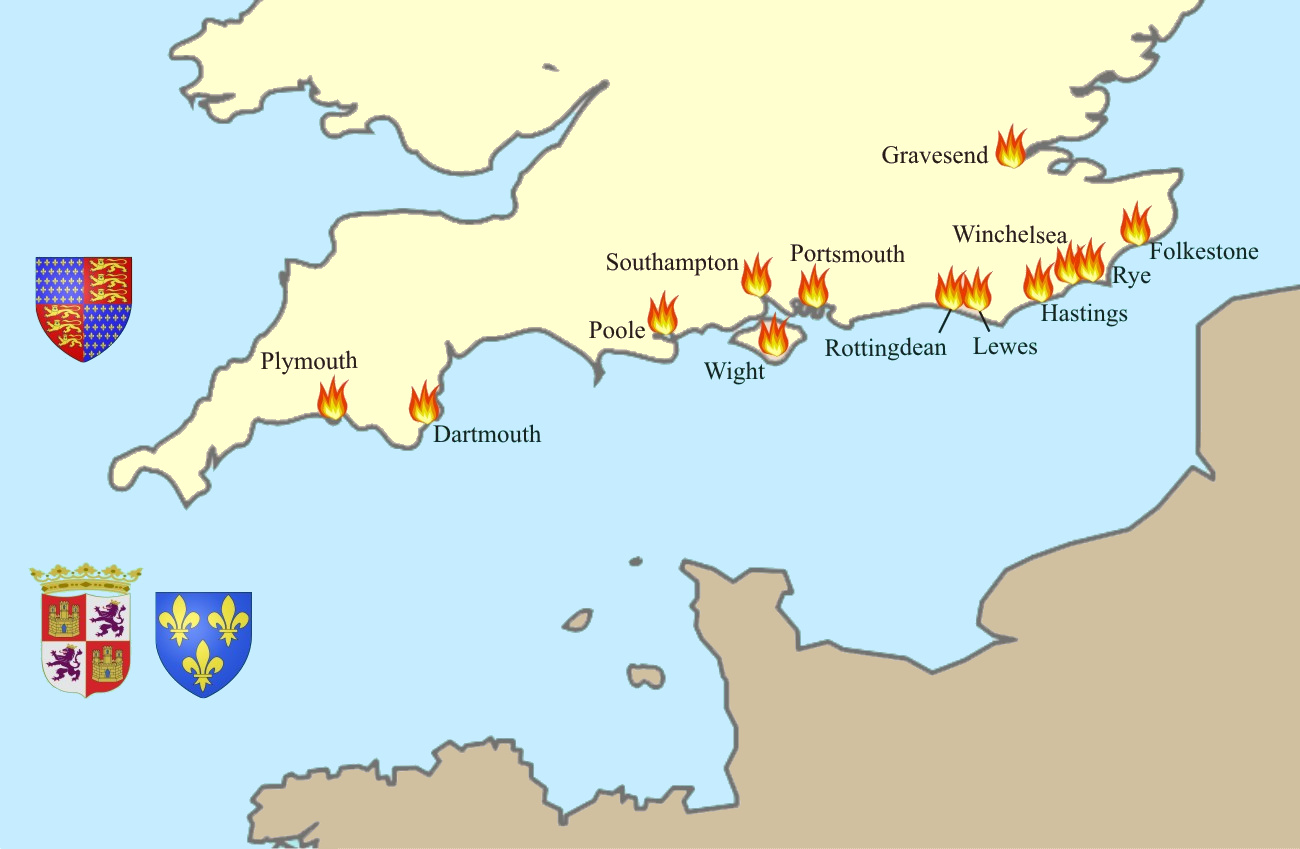
Основные места нападений с 1374 по 1380 год.

20 ноября 1368 года был заключён Толедский договор, по которому Кастилия обязалась оказывать военно-морскую помощь Франции, которая через год снова начала военные действия против англичан.
В 1373 году Товар командовал 15 галерами, участвовавшими в осаде французами бретонского города Брест, который был взят 6 августа.
В 1374 году получил приказ отправиться в экспедицию против Англии с 15 галерами, к которым по Сантаренскому договору должны были присоединиться пять португальских кораблей. Вместе с французским адмиралом Жаном де Вьеном набеги на юг Англии, где разграбил и сжёг ряд портов.
В 1375 году вместе с де Вьеном помог войскам коннетабля Бертрана Дюгеклена захватить нормандский Сен-Совёр-ле-Викомт.
В 1377 году вместе с 13 галерами объединился с флотом де Вьена у Арфлёра, перед ними стояла цель высадить в ряде английских городов десант общей численностью в 5 тыс. человек. Ими были разграблены и сожжены порты Рай (29 июня 1377 года), Роттингдин (сухопутная операция), Льюис (20 июля), Фолкстон, Дарнмут, Плимут, Портсмут. 28 июля флот вернулся в Арфлёра для пополнения запасов. Через три недели был разграблен Остров Уайт, хотя замок взять не удалось, после чего одна часть кораблей отправилась в Винчелси (выдержал осаду), а вторая — в Гастингс и Пул (были разграблены).
Летом 1380 года, после подписания королём Франции Карлом V соглашения с послами Кастилии, де Товар отплыл из Севильи с 20 галерами, которые 8 июля встретились в Ла-Рошели с французским флотом, который уже успел напасть на острова Гернси и Джерси. Объединённый флот сначала разграбил Винчелси, а после пополнения припасов проплыл по Темзе и сжёг город Грейвзенд и ряд деревень.

### Фернандова война
В 1381 году возвратился на Иберийский полуостров для участия в третьей Фернандовой войне, где разбил португальский флот в морском сражении у Соляного острова. Хуан I даровал Фернандо титул графа Белвьеса. Весной 1382 года вместе с 26 кораблями из Кантабрийского моря в районе Лиссабона занимался перехватом вражеских кораблей и грабежом близлежащих населённых пунктов (Алмада, Вила-Нова, Палмела, Фриелаш).
В 1382 году вместе с пятью галерами отправился во Францию, где участвовал в осаде войсками короля Карла VI Брюгге, но вскоре вернулся на родину.

### Португальское междуцарствие
В ходе португальского междуцарствия Товар возглавлял кастильский флот и участвовал в осаде Лиссабона, где умер в 1384 году от чумы на флагманском корабле «Сан Хуан де Аренас». Его тело было перенесено в Севилью и похоронено в часовне Сан-Клементе в соборе Святой Марии.
Преемником Фернандо на посту адмирала Кастилии стал его сын Хуан Фернандес де Товар.